# Rakovlje
Rakovlje je naselje u slovenskoj Općini Braslovči. Rakovlje se nalazi u pokrajini Štajerskoj i statističkoj regiji Savinjskoj. 

## Stanovništvo
Prema popisu stanovništva iz 2002. godine naselje je imalo 322 stanovnika.